# Jordi Alba
Jordi Alba Ramos (L'Hospitalet de Llobregat, 21 de março de 1989) é um futebolista espanhol que atua como lateral-esquerdo. Atualmente defende o Inter Miami.

## Carreira

### Início
Formado nas categorias de base do Barcelona, o jogador prosseguiu seu desenvolvimento no Cornellà.

### Gimnàstic
Foi contratado pelo Valencia em 2007, mas no ano seguinte foi emprestado ao Gimnàstic. Alba fez sua estreia profissional no dia 30 de agosto de 2008, quando substituiu Alejandro Castro Fernández nos acréscimos na derrota por 3–2 fora de casa para o Tenerife. Marcou seu primeiro gol como profissional no dia 21 de dezembro, numa vitória por 2–1 contra o Xerez.[carece de fontes?]
Alba atuou em 35 partidas no campeonato ao longo da temporada, começando como titular em 22 jogos e marcando três gols.[carece de fontes?]

### Valencia

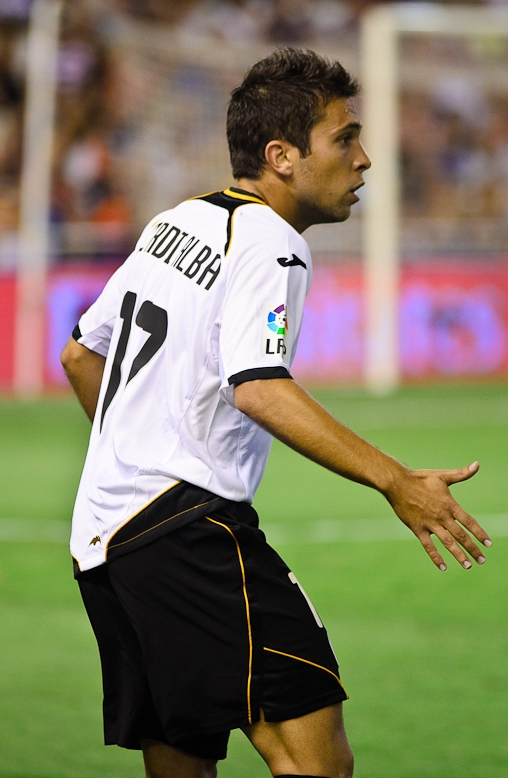
Alba atuando pelo Valencia em 2011

Realizou sua estreia pela equipe principal do Valencia no dia 14 de setembro de 2009, em partida contra o Real Valladolid pela La Liga.

### Barcelona
Em 28 de junho de 2012, Alba foi contratado pelo Barcelona. Levantou seu primeiro troféu pelo clube em maio de 2013, quando o Barça superou o rival Real Madrid e conquistou a La Liga.
No dia 8 de junho de 2015, renovou seu vínculo até junho de 2020. Campeão da Liga dos Campeões da UEFA naquela temporada, Alba encerrou o grande ano com a conquista do Mundial de Clubes da FIFA, em dezembro. Na final do torneio realizado no Japão, o lateral foi titular e ajudou o Barça a derrotar o River Plate por 3–0.
Marcou o primeiro gol da equipe — e seu único na temporada — no dia 22 de maio de 2016, na final da Copa do Rei. Na ocasião, os catalães enfrentaram o Sevilla e venceram por 2–0.
Em maio de 2023, afirmou que iria deixar o Barcelona até o fim da temporada. O lateral-esquerdo encerrou a temporada 2022–23 com 30 jogos, dois gols marcados e seis assistências distribuídas.
Jordi Alba despediu-se do Barcelona como ídolo de uma equipe que encantou e fez história. No total pelo clube, o jogador atuou em 459 partidas, marcou 27 gols e distribuiu 99 assistências ao longo de onze temporadas.

### Inter Miami
Teve a sua contratação oficializada pelo Inter Miami, dos Estados Unidos, no dia 18 de julho de 2023. Marcou seu primeiro gol pelo clube no dia 15 de agosto, numa goleada por 4–1 contra o Philadelphia Union, fora de casa, pela semifinal da Leagues Cup. Em 29 de junho de 2024, Alba marcou um golaço na vitória por 2–1 contra o Nashville, válida pela MLS.

## Seleção Nacional

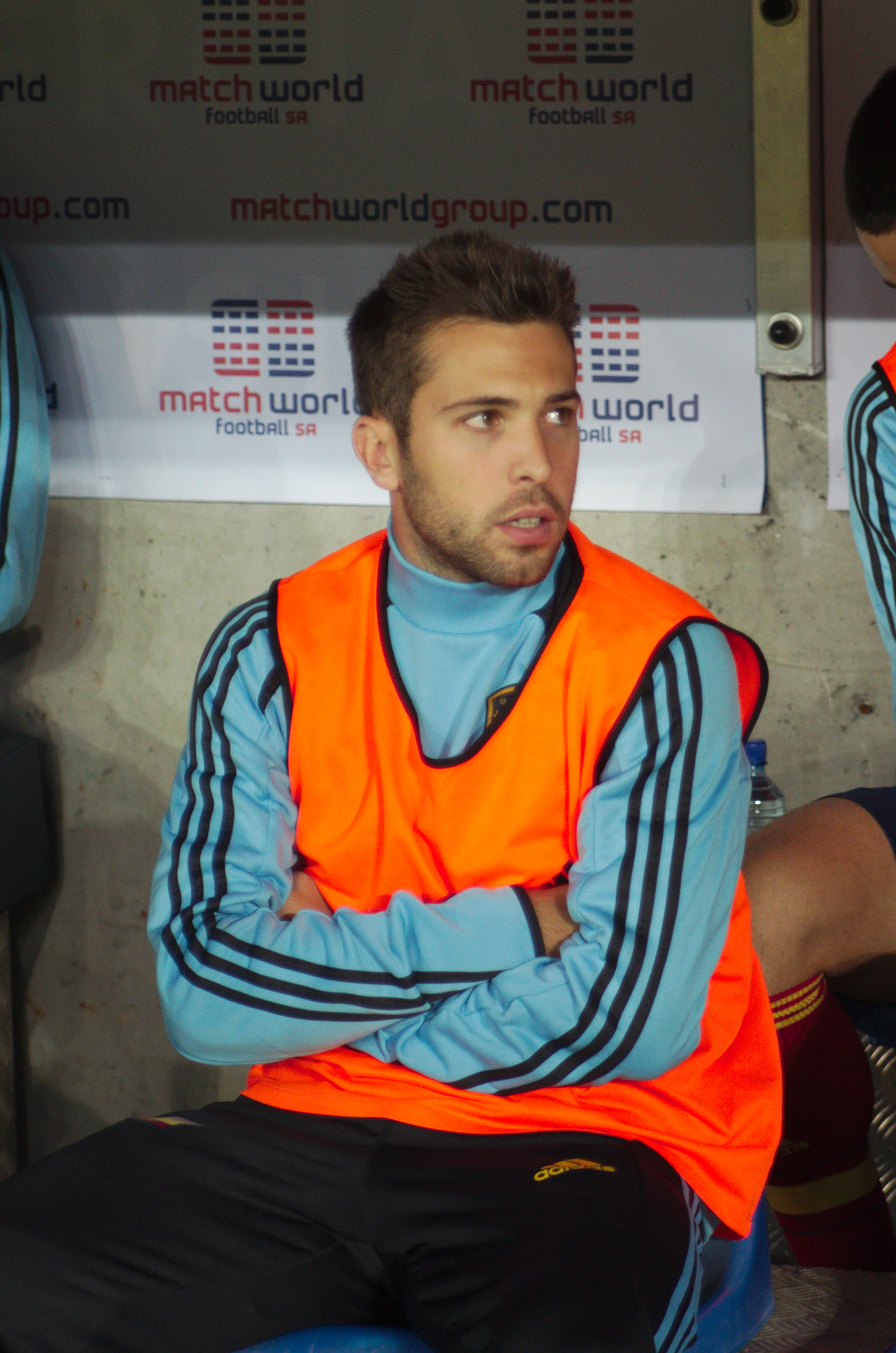
Alba com a Espanha em 2013

Após defender a Espanha nas categorias de base, Jordi Alba estreou pela Seleção Espanhola principal no dia 12 de outubro de 2011, num amistoso contra a Escócia.
Com mais de 90 partidas pela Fúria, o lateral participou dos Jogos Olímpicos de Verão de 2012, da Euro 2012, da Copa das Confederações de 2013, da Copa do Mundo de 2014, da Euro 2016, da Copa do Mundo de 2018, da Euro 2020 e da Copa do Mundo de 2022.

## Vida pessoal
Jordi Alba é um grande apreciador do xadrez.

## Títulos
Barcelona
- La Liga: 2012–13, 2014–15, 2015–16, 2017–18, 2018–19 e 2022–23
- Supercopa da Espanha: 2013, 2016, 2018 e 2022–23
- Copa do Rei: 2014–15, 2015–16, 2016–17, 2017–18 e 2020–21
- Liga dos Campeões da UEFA: 2014–15
- Copa do Mundo de Clubes da FIFA: 2015

Inter Miami
- Leagues Cup: 2023
- MLS Supporters' Shield: 2024

Seleção Espanhola
- Eurocopa: 2012
- Liga das Nações da UEFA: 2022–23

### Prêmios individuais
- Equipe da Euro: 2012
- 55º melhor jogador do ano de 2012 (The Guardian)[20]
- Equipe do ano do jornal L'Équipe: 2013
- Equipe da Temporada da Liga dos Campeões da UEFA: 2014–15
- Equipe da Temporada da La Liga: 2014–15
- Equipe da Temporada da European Sports Media: 2017–18 e 2018–19